# 1154
1154 (MCLIV) fue un año común comenzado en viernes del calendario juliano.

## Acontecimientos
- 4 de diciembre: Adriano IV sucede a Anastasio IV como papa.
- 19 de diciembre: Enrique II de Inglaterra, hijo de la emperatriz Matilde, asciende al trono de Inglaterra a la muerte del rey Esteban I de Blois.

## Nacimientos
- 11 de noviembre - Sancho I de Portugal, rey de Portugal.
- Fecha aceptada del nacimiento de Gengis Kan.

## Fallecimientos
- 26 de febrero - Rogelio II de Sicilia.
- 25 de octubre - Esteban I de Blois, rey de Inglaterra.
- Ermengol VI, Conde de Urgel.
- Hiyya al-Daudi, poeta judío litúrgico y Gaón de Andalucía, de origen babilónico.